# Лонг, Кроуфорд
Кроуфорд Уильямсон Лонг (1 ноября 1815 — 16 июня 1878) — американский врач и фармацевт, известный в
первую очередь тем, что первым применил ингаляционный диэтиловый эфир в качестве анестезирующего средства. Хотя его работа была неизвестна за пределами узкого круга коллег в течение нескольких лет, он в настоящее время признан в качестве первого врача, который применил эфирный наркоз для хирургического вмешательства.

## Детство и юношество
Кроуфорд Лонг родился в США, г. Денвилл, штат Джорджия в 1815 г. В возрасте четырнадцати лет закончил Франклин-колледж в г. Афины. Интересно заметить, что класс, в котором учился Лонг, стал самым выдающимся в истории колледжа — все ученики добились известности. Один стал губернатором, другой — министром финансов, двое — сенаторами, двое — генералами Конфедерации, а трое, включая самого Лонга, выдающимися учеными.

## Дальнейшая деятельность
Лонг получил медицинскую степень в Трансильванском Университете, штат Кентукки и в Пенсильванском университете в Филадельфии-лучшем в то время медицинском учебном заведении страны. Позже он проходил хирургическую стажировку в Нью-Йорке. А в 1841 году вернулся в Джорджию и открыл практику в Джефферсоне. В это время в городе жили всего несколько сотен человек, но количество пациентов Лонга, великолепного врача, глубоко преданного своему делу, вскоре сильно превысило число местных жителей. Слухи о нём распространялись по всему штату.

## Открытие свойствзакиси азота
Благодаря увеселительным вечерам, устраивавшимся с его помощью, Лонг сделал наблюдение колоссальной важности: под влиянием эфира на таких вечеринках часто возникали потасовки, во время которых их участники непременно должны были испытывать боль, однако потом никто из них не помнил о каких-либо неприятных ощущениях. Одному из пациентов Лонга уже несколько раз назначали операцию по удалению двух кист на шее, но каждый раз операцию приходилось отменять, потому что пациент панически боялся боли. И тогда Лонг вспомнил о безболезненных ударах, полученных на «эфирных вечеринках». Он пригласил пациента на очередную вечеринку, убедился, что эфир не оказывает на него нежелательного воздействия, а затем уговорил пациента лечь на операционный стол. 30 марта 1842 года Лонг смочил эфиром полотенце, дал пациенту подышать через него, а когда тот потерял сознание, удалил одну из кист. Больной ничего не почувствовал. Придя в себя, он просто не мог поверить в случившееся. Чтобы доказать, что операция состоялась, Лонгу пришлось продемонстрировать удаленную кисту. После этого Лонг стал давать эфир вовремя операции и другим своим пациентам. В каждом случае операции выполнялись в присутствии многочисленных свидетелей, подтверждавших происходившее-этот факт имел большое значение для того, что происходило в дальнейшем. В декабре 1845 года Лонг впервые применил обезболивание в акушерстве.Таким образом в 26 лет он стал первым врачом в истории медицины, применившим анестезию при хирургических вмешательствах, а в 29 лет — первым, использовавшим её в акушерской практике.
Лонг занимался хирургией и анестезией до последнего дня своей жизни. 16 июня 1878 года он принимал роды у супруги местного конгрессмена. Внезапно ему стало плохо. Его последними словами были: «Сначала позаботьтесь о матери и младенце». Доктор Лонг скончался в тот же день-от массивного кровоизлияния в мозг.
Кроуфорд Лонг первым в истории медицины применил эфир для анестезии. Однако обнародовал он свои удивительные результаты лишь в 1849 год, через семь лет после сделанного открытия.